# Нойлінген
Нойлінген (нім. Neulingen) — громада в Німеччині, знаходиться в землі Баден-Вюртемберг. Підпорядковується адміністративному округу Карлсруе. Входить до складу району Енц.
Площа — 23,20 км2. Населення становить 6615 ос. (станом на 31 грудня 2020).